# Daallo-Airlines-Flug 159
Daallo-Airlines-Flug 159 (Flugnummer: D3159 beziehungsweise DAO159) war ein Linienflug der dschibutischen Fluggesellschaft Daallo Airlines von Mogadischu nach Dschibuti, auf dem sich am 2. Februar 2016 kurz nach dem Start eine Explosion ereignete, die ein Loch in die Rumpfhülle des Airbus riss. Die Piloten, einer davon Vlatko Vodopivec, drehten um und landeten das Flugzeug ohne weitere Zwischenfälle nach rund 30 Minuten wieder in Mogadischu.

## Flugzeug
Bei der Unfallmaschine handelt es sich um einen Airbus A321-111 mit dem Kennzeichen SX-BHS, der am 6. Januar 1997 seinen Erstflug absolvierte, dann an den Leasing-Konzern ILFC ausgeliefert und an Swissair vermietet wurde. Seit 2014 ist er von Hermes Airlines an Daallo Airlines verleast. Der A321 ist mit zwei CFM56-Triebwerken ausgestattet.

## Ablauf
Die Maschine hob mit 74 Passagieren und sieben Besatzungsmitgliedern an Bord in Mogadischu ab und ging in den Steigflug über. Rund fünf Minuten nach dem Start ereignete sich in der Kabine eine Bombenexplosion, die oberhalb der Tragflächenwurzel ein etwa ein mal zwei Meter großes Loch in die rechte Seite des Airbus riss und ein Feuer auslöste. Sie verursachte außerdem schwere Beschädigungen in der Kabine. Zum Zeitpunkt der Explosion befand sich der Airbus A321 in einer Flughöhe von 3350 Metern MSL. Die Piloten kehrten um und vollzogen 30 Minuten später eine Notlandung auf dem Flughafen Mogadischu. Durch die Explosion wurden zwei Passagiere leicht verletzt.
Der Attentäter starb und wurde durch das Loch aus der Kabine gesogen. Bewohner des Dorfes Dhiiqaaley in Bal’ad berichteten, dass sie einen brennenden Körper vom Himmel fallen sahen. Seine Leiche wurde ungefähr 30 km nördlich von Mogadischu gefunden.

## Ermittlungen
Nach unterschiedlichen Quellen gingen die somalischen Behörden anfänglich entweder von einem Selbstmordanschlag oder einer Sauerstoffflasche als Ursache für die Explosion aus.
Berichten vom 4. Februar zufolge soll der Täter als Rollstuhlfahrer strenge Sicherheitschecks umgangen haben. Bei der herausgeschleuderten Leiche soll es sich um den 55-jährigen Abdullahi Abdisalam Borleh aus Somaliland handeln. Auf einer Aufnahme der Überwachungskameras des Flughafens Mogadischus ist sichtbar, wie zwei Personen dem vermutlichen Attentäter ein Notebook übergeben. Dabei trug eine Person eine Jacke des Sicherheitsdienstes. Zwei Tage später wurde bestätigt, dass es sich bei der Person im Rollstuhl um den Attentäter handelt, der bei der Explosion starb. Es wurden 20 Personen im Zusammenhang mit dem Anschlag festgenommen. Sicherheitskräfte vermuten die al-Shabaab-Miliz als Drahtzieher der Explosion. Am 13. Februar 2016 bekannte sich al-Shabaab in einer E-Mail zu dem Bombenanschlag. In der E-Mail erklärte al-Shabaab, dass der Anschlag eine Vergeltung für die „Verbrechen der westlichen Kreuzritter gegen die Muslime in Somalia“ sei. Die Miliz erklärte, mit dem Anschlag habe sie die Fluggesellschaft Turkish Airlines treffen wollen, da die NATO die Maßnahmen in Somalia unterstütze. 70 der Passagiere des Fluges kamen von einem Flug dieser Linie, der wenige Stunden zuvor wegen schlechten Wetters abgesagt worden war.

## Folgen
Nach dem Zwischenfall ist der Flughafen Mogadischu wegen ungenügender Sicherheitsstandards in die Kritik geraten. Nach Angaben des Piloten Vlatko Vodopivec befanden sich am Boden ständig 20 bis 30 Personen um das Flugzeug, ohne dass ersichtlich war, ob es sich bei den Leuten um autorisiertes Bodenpersonal handelte. Daallo Airlines fliegt bis auf weiteres nicht mehr nach Mogadischu. Das Flugzeug wurde im August 2016 nach Amman überführt und ist seitdem dort eingelagert.